# Buffalo (Dakota del Sud)
Buffalo è un comune (town) degli Stati Uniti d'America e capoluogo della contea di Harding nello Stato del Texas. La popolazione era di 330 persone al censimento del 2010.

## Geografia fisica
Buffalo è situata a 45°35′05″N 103°32′42″W (45.584845, -103.545001).
Secondo lo United States Census Bureau, ha un'area totale di 0,55 miglia quadrate (1,42 km²).

## Storia
Buffalo venne fondata nel 1909. La città prende questo nome dato che grandi mandrie di bisonti un tempo popolavano l'area.

## Società

### Evoluzione demografica
Secondo il censimento del 2010, c'erano 330 persone.

### Etnie e minoranze straniere
Secondo il censimento del 2010, la composizione etnica della città era formata dal 97,3% di bianchi, lo 0,9% di nativi americani, lo 0,3% di altre razze, e l'1,5% di due o più etnie. Ispanici o latinos di qualunque razza erano l'1,5% della popolazione.